# Po (filozofia chińska)
Po – jedna z dwóch dusz wyróżnianych w chińskiej metafizyce, w szczególności taoistycznej. 
Po to dusza ziemska, materialna, odpowiadająca pierwiastkowi yin. Dopóki pozostaje zjednoczona z hun, duszą duchową, człowiek żyje i jest zdrowy. Zakłócenia równowagi między nimi powodują choroby i śmierć. Po jest duszą nierozumną, odpowiedzialną za powstawanie emocji.
Po zgonie po trafia do ziemi wraz z ciałem. Zstępni zmarłego powinni o nią należycie dbać, m.in. regularnie składając jej ofiary, a także zgodnie z zasadami fengshui dobierając miejsce i czas pochówku. Według mistrzów fengshui rozkładające się ciało emituje wibracje, które wpływają na życie krewnych zmarłego. 
Jeżeli zasady pochówku zostały drastycznie naruszone, zmarły zaznał w życiu wielkiej krzywdy albo po śmierci po prostu o nim zapomniano, jego dusza może się przeistoczyć w upiora – gui.